# Connor Jaeger
Connor Jaeger, né le 30 avril 1991 à Hackensack, est un nageur américain spécialisé dans les épreuves de distance en nage libre.
Lors des Championnats du monde de natation 2013, il remporte la médaille de bronze du 400 m nage libre.

## Biographie
Lors des Championnats du monde de natation 2013, il remporte la médaille de bronze du 400 m nage libre avec un temps de 3 min 44 s 85, derrière le Chinois Sun Yang (3 min 41 s 59), également victorieux du 800 m nage libre et du 1500 nage libre, et le Japonais Kōsuke Hagino (3 min 44 s 82).

## Palmarès

### Jeux olympiques
- Jeux olympiques de 2016 à Rio de Janeiro (Brésil) :
  -  Médaille d'argent du 1500 m nage libre.

### Championnats du monde
- Championnats du monde 2013 à Barcelone (Espagne) :
  -  médaille de bronze du 400 m nage libre.
- Championnats du monde 2015 à Kazan (Russie) :
  -  médaille d'argent du 1 500 m nage libre.